# Somatostatinski receptor
Somatostatinski receptori pripadaju familiji G protein spregnutih receptora. Njihov endogeni ligand je somatostatin. Poznato je pet somatostatinskih receptora:

## Spoljašnje veze
- Somatostatin+Receptor на 